# 이니 에도
이니 에도(Ini Edo, 1982년 4월 23일 ~ )는 나이지리아의 배우이다.